# Повседневность
Повседне́вность, или повседне́вная жизнь — один из процессов жизнедеятельности человека, обнаруживающийся в привычных общеизвестных ситуациях и характеризующийся нерефлексивностью, отсутствием личностной вовлечённости в ситуации, типологическим восприятием участников взаимодействия и мотивов их участия. Это область социальной реальности, целостный социокультурный жизненный мир, предстающий «естественным», самоочевидным условием жизни человека.
Понятие повседневности рассматривают на следующих противопоставлениях:
- будни — досуг, праздник;
- общедоступные формы деятельности — высшие специализированные формы деятельности;
- жизненная рутина — моменты психологического напряжения;
- действительность — идеал.

Феномен повседневности изучается рядом гуманитарных наук: социологией, антропологией, философией, культурологией, теорией моды, где повседневность может рассматриваться как основа дисциплины[страница не указана 783 дня].
Современное понимание повседневности основано на идеях феноменологической социологии Шюца, социологии знания (Бергер, Лукман), структурного функционализма (Мертон). В центре внимания исследований повседневности оказывается анализ самоочевидностей сознания, схем типизации объектов социального мира, рутинных форм социальной практики.